# Moses Cohen Henriques
Moses Cohen Henriques fue un pirata holandés de origen judío sefardí portugués, que operaba en el Caribe. Se estima que el botín total de su incursión contra los españoles asciende a unos mil millones de dólares en valor actual.

## Vida
Henriques ayudó al oficial naval holandés y héroe popular Almirante Piet Pieterszoon Hein, de la Compañía Holandesa de las Indias Occidentales, a capturar la flota del tesoro español en la batalla de la Bahía de Matanzas en Cuba, durante la Guerra de los Ochenta Años, en 1628.
Parte de la flota española en Venezuela había sido advertida porque un grumete holandés había perdido su camino en la isla Blanquilla y había sido capturado, traicionando el plan, pero la otra mitad procedente de México continuó su viaje, inconsciente de la amenaza. Dieciséis barcos españoles fueron interceptados; un galeón fue capturado tras un encuentro sorpresa durante la noche, nueve mercantes más pequeños se rindieron tras conversaciones; dos pequeños barcos fueron capturados en el mar intentando huir; cuatro galeones que huían fueron acorralados en la costa cubana en la bahía de Matanzas. Tras algunas descargas de mosquetes desde lanchas holandesas, también se rindieron sus tripulaciones, y los holandeses capturaron 11.509.524 guilders holandeses de botín en oro, plata y otras mercancías de comercio valiosas, como el índigo y la cochinilla, sin derramamiento de sangre. Los holandeses no tomaron prisioneros: proporcionaron abundantes suministros a las tripulaciones españolas para una marcha hasta La Habana.

### Brasil y Henry Morgan
Posteriormente, Henriques pasó a liderar un contingente judío en Brasil durante el dominio holandés, y estableció su propia isla pirata frente a la costa brasileña. Tras la recaptura del Imperio portugués del norte de Brasil en 1654, Moisés huyó de Sudamérica y terminó como asesor de Henry Morgan. Morgan era el pirata más destacado de la época. A pesar de que su papel como pirata fue descubierto durante la Inquisición española, nunca fue capturado.